# فوكانجا إفريقية
فوكانجا إفريقية هي شجرة صغيرة موطنها أفريقيا الاستوائية تنتمي إلى فصيلة دفلية (الأسم العلمي:Apocynaceae) التي تنمو بطول 6 أمتار (20 قدمًا) وتحمل أوراقًا يصل طولها إلى 30 سم (12 بوصة). تتعقب

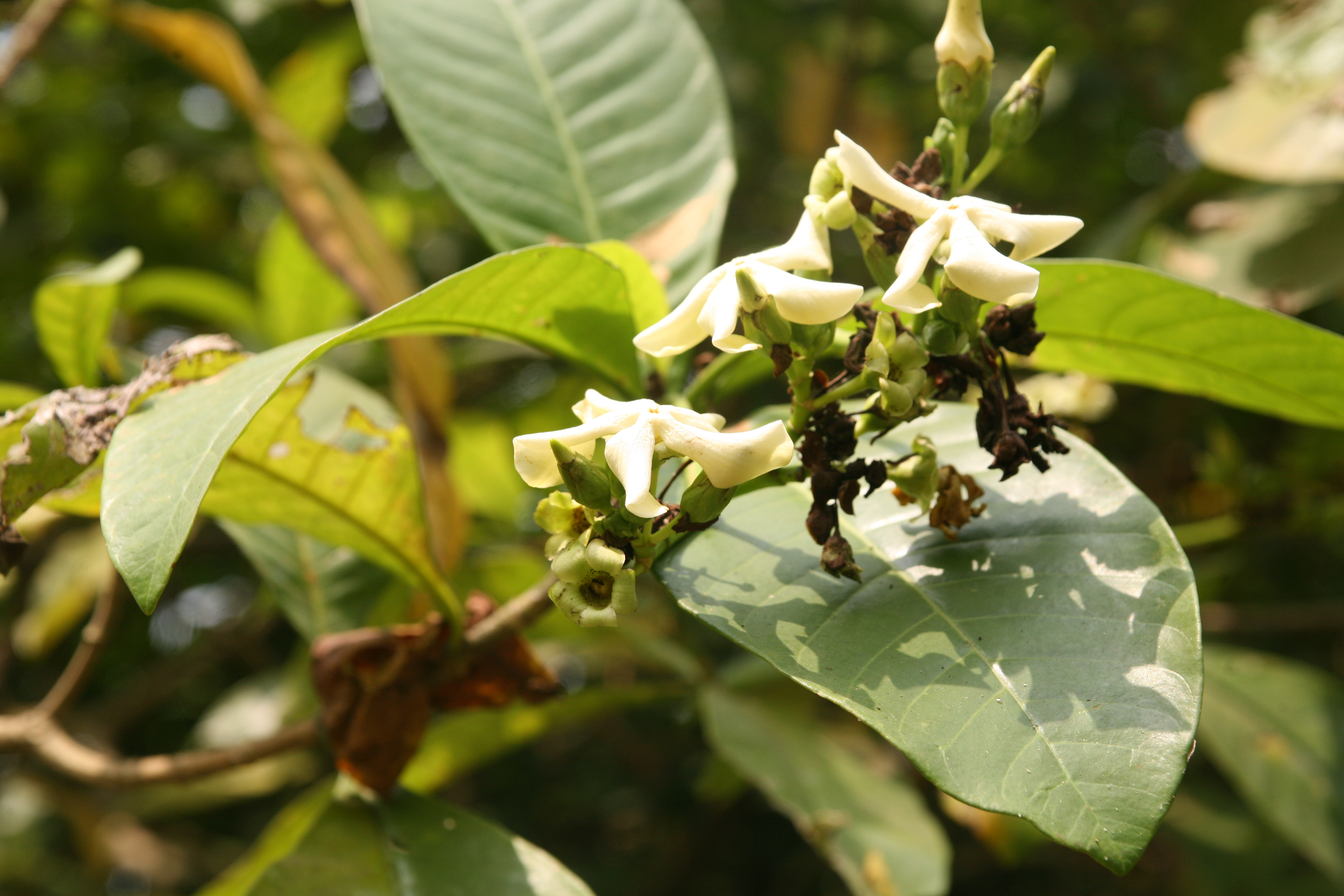
فوكانجا افريقية 06

الأزهار الصفراء أو البيضاء بفاكهة متقاربة، مسامية، معطرة مع قشرة خارجية خضراء مرقطة ولب أصفر يحيط بالبذور. يحتوي النبات على قلويدات تعمل كمثبطات للجهاز العصبي المركزي ومخفضات ضغط الدم.

## الوصف
فوكانجا إفريقية هي شجرة صغيرة يصل ارتفاعها إلى 6 أمتار (20 قدمًا) ولها تاج منتشر. الأوراق في أزواج متقابلة، والأخضر الداكن اللامع في الأعلى والأخضر شاحب في الأدنى. الزهور البيضاء أو الصفراء موجودة في عناقيد صغيرة محمولة إما في محاور الأوراق أو في نهاية البراعم. تنمو الثمار الكروية ذات اللون الأخضر الداكن، المرقطة باللون الأخضر الباهت، عادةً في أزواج وتحتوي على بذور مغروسة في لب أصفر.

## التاريخ
فوكانجا إفريقية تم تسميته من قبل عالم النبات أتو ستابف في عام 1894 بعد أن تلقى عينة نمطية من جورج سكوت إليوت، الذي كان يشارك في لجنة حدود سيراليون. منذ اكتشافه في عام 1894 وما بعده، اعتبر علماء النبات أن للمصنع فائدة اقتصادية قليلة بصرف النظر عن كونه مادة مغشوشة للمطاط. تغير هذا عندما استخرج الكيميائيون الفرنسيون موريس ماري جانو وروبرت جوتاريل، في عام 1955، ثلاثة قلويدات من فوكانجا أفريكانا اعتقدوا أنه يمكن استخدامها في علاج أمراض القلب. يتبع الاهتمام العالمي بالمصنع كمصدر للمواد الكيميائية المفيدة، واليوم يعد المصنع منتجًا رئيسيًا للغابات غير الخشبية يتم تصديره من غانا والكاميرون ونيجيريا وكوت ديفوار.

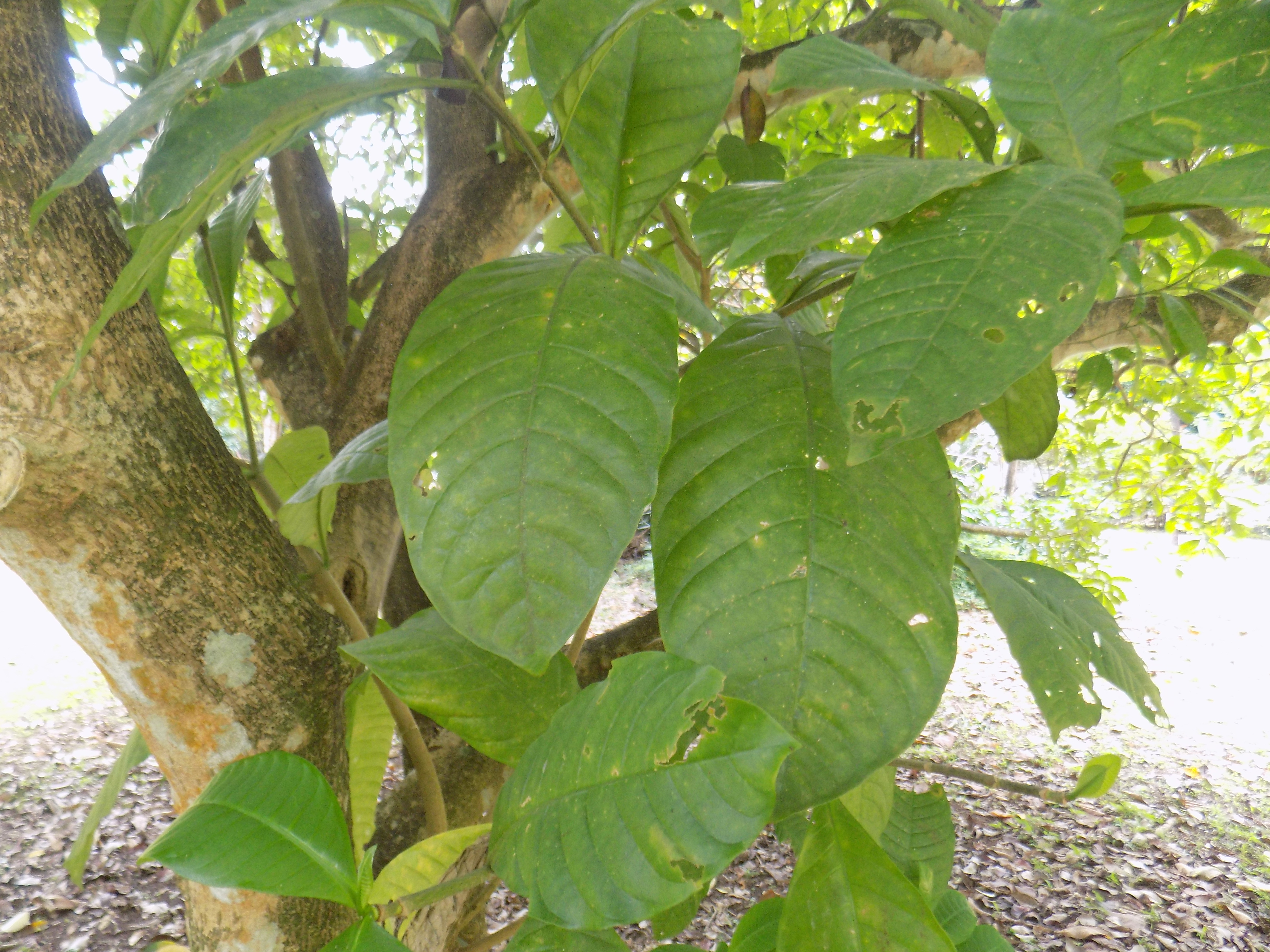
أوراق أشجار فوكانجا افريقية

## الاستخدامات
يحتوي النبات على عدد كبير من القلويات المتعلقة بالدواء المضاد للإدمان إيبوجايين، بما في ذلك بعض مضادات CB1 المعروفة الطبيعية الوحيدة. تم استخدام أحد قلويدات النبات، الفواكانجين، كسلائف في شبه تخليق الإيبوجايين. يمكن استخدام انقسام فوكاميدين و فوكامين لزيادة محصول فواكانجين. بينما توجد كميات صغيرة من الإيبوجايين في لحاء جذر فوكانجا إفريقية، إلا أنها لا تحدث بكميات كافية ليكون لها تأثيرات طبية أو نفسية التأثير. تُستخدم مقتطفات النبات أيضًا في إنتاج فينبوسيتين، وهو دواء يستخدم لعلاج مرض الزهايمر، وفينبلاستين، الذي يستخدم لعلاج سرطان الدم.
تضمنت موسوعة النباتات ذات التأثير النفساني لعام 1998 التي كتبها كريستيان راتش مدخلاً عن جنس فوكانجا، والذي ادعى أن أعضاء مختلفين من الجنس يستخدمون في غرب إفريقيا لتأثيراتهم النفسية. منذ عام 2007، انتشرت شائعات أكثر تحديدًا لا أساس لها مفادها أن لحاء الشجرة وبذورها يستخدمان في غانا كنوع من السم، ومنبه وعقار مخل بالنفس بسبب تعديل تم إجراؤه على مقالة في ويكيبيديا حول النبات من قبل رجل أعمال غاني مرتبط بـ موقع ويب يعلن عن البذور. وجدت دراسة أجراها المعهد الوطني للعلوم الصحية في طوكيو باليابان عام 2009 أن منتجات بذور فوكانجا إفريقية التي تُباع عبر الإنترنت تتكون من مزيج من المنتجات المتميزة كيميائيًا.